# Галки (Иркутская область)
Га́лки — деревня в Иркутском районе Иркутской области России. Входит в Оёкское муниципальное образование. 

## География
Находится в 3 км к северу от Оёка, и в 40 км к северу от Иркутска.

## Население
| 2002 | 2010 | 2011 | 2012 |
| ---- | ---- | ---- | ---- |
| 514  | ↗560 | ↗564 | ↗573 |

По данным Всероссийской переписи, в 2010 году в деревне проживало 560 человек (285 мужчин и 275 женщин).